# Список давньоримських преноменів
Преномен — одна із трьох складових частин давньоримського імені, яка вказувала на особисте ім'я. Преноменів було небагато, найчастіше вживалися лише 18 з них, які зазвичай скорочувалися до однієї-трьох літер. Менш поширені преномени писалися повністю.
| Преномен | Скорочення   | Примітка |
| -------- | ------------ | --- |
| Appius   | App.         | Аппій; за переказами, це ім'я пішло від сабінського Atta і до Риму було принесене родом Клавдіїв |
| Aulus    | A. або Avl.  | Авл; у просторіччі існувала архаїзована форма Olus, тому скороченням цього імені може також бути О. |
| Decimus  | D. або Dec.  | Децим; архаїчне Decumos; від порядкового числівника «десятий» |
| Gaius    | C.           | Гай; часто пишеться як Caius, тому скорочується як C., і дуже рідко - як G.. Це пішло ще з тих часів, коли C і G на письмі не розрізнялися. Ім'я походить від етрусського Cae або Cai, значення невідоме. |
| Gnaeus   | Cn.          | Гней; архаїчна форма Gnaivos; дуже рідко скорочується як Gn.; зустрічаються форми Naevus, Naeus, Cnaeus.                                                                                                  |
| Kaeso    | К.           | Кезон; ще варіант написання — Caeso. Означає «вирізаний з матки». Нерозповсюджений преномен, вживався лише в родині Фабіїв                                                                                |
| Lucius   | L.           | Луцій; архаїчне Loucios — від lux («світло») |
| Mamercus | Mam.         | Мамерк; ім'я оскського походження, вживалося тільки в родині Еміліїв |
| Manius   | M`.          | Маній; знак у вигляді коми в верхньому правому кутку є залишком п'ятилінійного написання літери М |
| Marcus   | M.           | Марк; існує написання Marqus. Походить від етрусського Marce, значення невідоме. Дуже поширене. |
| Numerius | N.           | Нумерій; від оскського Numesie, пов'язане з родом Фабіїв |
| Publius  | P.           | Публій; архаїчне Poblios, що скорочується як Po. Походить від лат. publius — «народний», а це, в свою чергу, від етрусського Puplie.                                                                      |
| Quintus  | Q.           | Квінт; в просторіччі Cuntus, зустрічаються Quinctus, Quintulus; від порядкового числівника «п'ятий». Дуже поширене.                                                                                       |
| Servius  | Ser.         | Сервій — від servo ("берегти, охороняти"). Менш поширене. |
| Sextus   | Sex.         | Секст; від порядкового числівника «шостий». |
| Spurius  | S. або Sp.   | Спурій; може також вживатися не як преномен, а в своєму дійсному значенні «позашлюбний». |
| Titus    | T.           | Тіт — від етрусського Tite, значення невідоме. |
| Tiberius | Ti. або Tib. | Тіберій — від етрусського Thefarie, що, можливо, означає «річка». Дуже поширене. |

Інші, рідко вживані преномени:
- Агріппа (Agrippa) — «той, що народився ногами вперед»
- Амулій (Amulius)
- Анк (Ancus)
- Анній (Annius)
- Арунс (Aruns) — етрусського походження
- Атта (Atta)
- Вел (Vel ) — етрусського походження
- Вібій (Vibius)
- Волерон (Volero)
- Волус (Volusus)
- Вопіск (Vopiscus) — вживався тільки в патриціанському роді Клавдіїв
- Дентер (Denter)
- Деций (Decius ) — пов'язаний із патриціанським родом Мінуціїв
- Друз (Drusus) — вживався тільки в патриціанському роді Клавдіїв
- Еппій (Eppius)
- Ерій (Herius) — вживався у плебейському роді Асініїв.
- Камілл (Camillus ) — вживався тільки у гілці патриціанської родини Фуріїв, яка об'єданалася з родиною Аррунціїв. Відоміший як когномен.
- Кел (Caelus) — від етрусського Caele
- Кос (Cossus)
- Лар(с) (Lar (s)) — етрусського походження
- Марій (Marius) — можливо, походить від римського бога Марса (Mars).
- Марцел (Marcellus) — походить від кельтського «той, що має смертельний удар». Відоміше як когномен.
- Месій (Mesius)
- Меттій ('Mettius) — від етрусського Metie
- Мінацій (Minatius)
- Міній (Minius)
- Нерон (Nero)
- Новій (Novius)
- Нон (Nonus) — «дев'ятий»
- Нума (Numa)
- Овій (Ovius)
- Октавіан (Octavianus ) — «восьмий»
- Опіав (Opiavus)
- Опітер (Opiter) — пов'язаний із патриціанським родом Вергініїв
- Осполіс (Hospolis)
- Ост (Hostus)
- Павел (Paullus)
- Паквій (Pacvius, Paquius)
- Песценій або Перценій (Pescennius, Percennius)
- Петр (Petro)
- Планк (Plancus)
- Плавт (Plautus)
- Помпо (Pompo)
- Попідій (Popidius)
- Постумій (Postumius) — «той, що народився після смерті батька»
- Потіт («Potitus»)
- Прім (Primus) — «перший»
- Прок(у)л (Proc(u)lus)
- Рет (Retus)
- Сальвій (Salvius)
- Секунд (Secundus) — «другий»
- Септім (Septimus) — «сьомий»
- Сервій (Servius)
- Сертор (Sertor)
- Сісенна (Sisenna)
- Статій (Statius)
- Терцій (Tertius) — «третій»
- Тір (Tirrus)
- Требій (Trebius)
- Туллій (Tullus)
- Тур (Turus)
- Фауст (Faustus) — «щасливий», архаїчний преномен, відроджений диктатором Суллою для своїх дітей-двійнят і вживаний його нащадками. Нерозповсюджений прегномен.
- Флавій (Flavius) — від flavus (золото), імператорський преномен після ІІІ ст. Дійшов до VIII ст. н. е.
- Фертор (Fertor)